# Aster (dòng tên lửa)

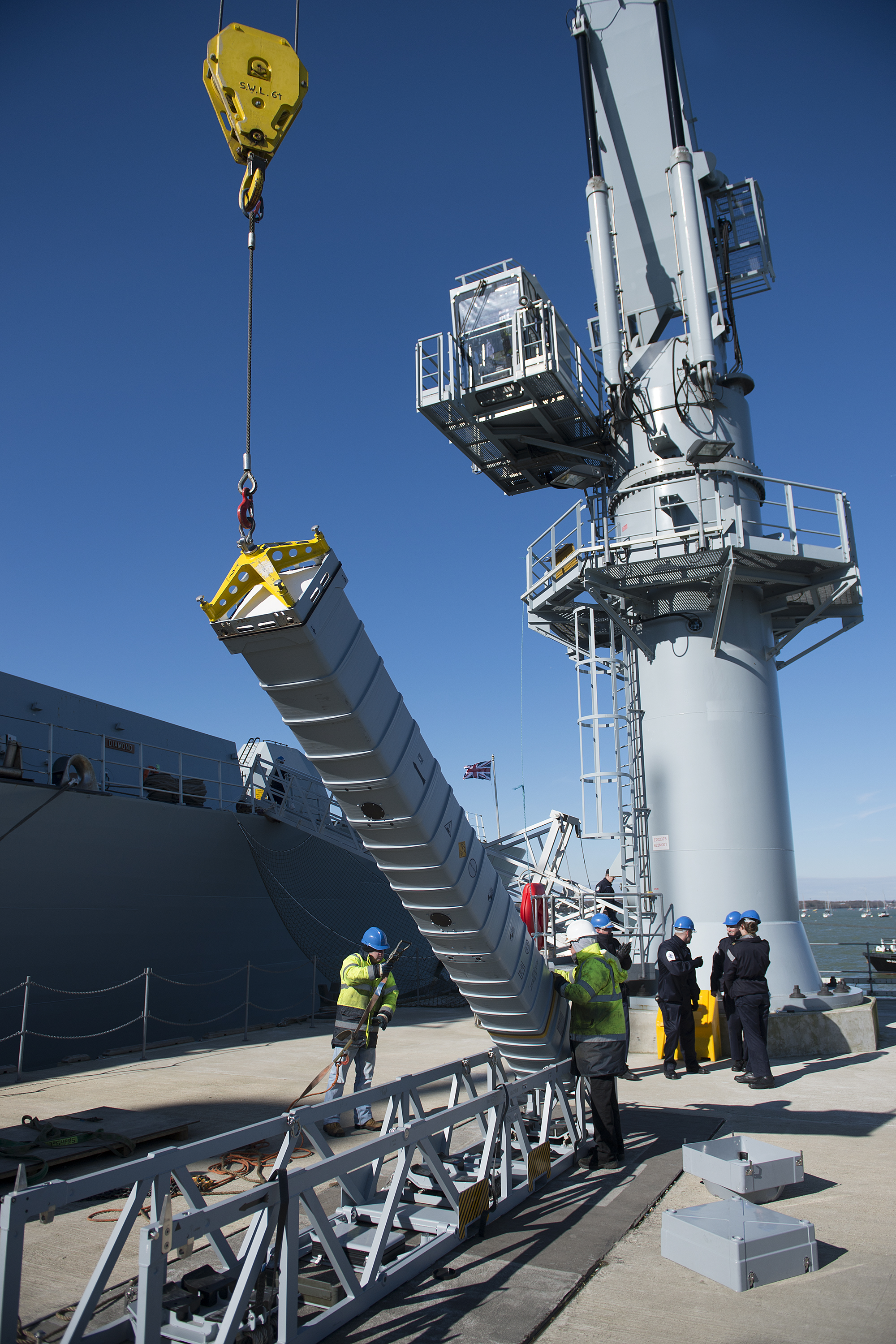
Lắp đặt ống phóng tên lửa Aster lên HMS Diamond

Aster 15 và Aster 30 là một họ tên lửa đất đối không phóng từ bệ phóng thẳng đứng hoạt động trong mọi điều kiện thời tiết do Pháp-Ý hợp tác sản xuất. Cái tên "Aster" là viết tắt của "Aérospatiale Terminale", trong đó Aérospatiale là tên của nhà thầu chính phát triển tên lửa của Pháp trước khi công ty này bị sáp nhập vào MBDA. Nó cũng được lấy cảm hứng từ "aster" (tiếng Hy Lạp: ἀστήρ), nghĩa là "ngôi sao" trong tiếng Hy Lạp cổ. Tên lửa Aster được sản xuất bởi Eurosam, một liên doanh của MBDA France, MBDA Italy và Thales, mỗi công ty chia sẻ 33,3% cổ phần.
Tên lửa Aster được phát triển để đánh chặn và phá hủy mọi mục tiêu đường không tính năng cao từ máy bay chiến đấu, UAV và trực thăng cho đến các loại tên lửa hành trình, tên lửa chống bức xạ và thậm chí là tên lửa chống tàu vượt âm. Phiên bản Aster 30 Block 1 và Block 1 NT được thiết kế cho vai trò phòng thủ chống tên lửa.
Dòng tên lửa Aster chủ yếu được trang bị cho Quân đội Pháp và Ý, và được xuất khẩu cho Vương quốc Anh. Aster cũng được tích hợp trong hệ thống phòng không PAAMS (Sea Viper) trong Hải quân Hoàng gia Anh. Là vũ khí chính trong hệ thống phòng không PAAMS, Aster được trang bị trên các tàu frigate lớp Horizon của Hải quân Pháp và Ý, và tàu khu trục Type 45 của Anh. Nó cũng được sử dụng trên các tàu frigate đa nhiệm FREMM của Pháp/Ý.

## Lịch sử ra đời
Các hệ thống tên lửa phòng không chủ yếu trong biên chế của quân đội Pháp-Ý là các hệ thống tầm ngắn như Crotale của Pháp, Selenia Aspide của Ý hay Sea Sparrow của Mỹ, với tầm bắn lên tới hàng chục km. Một số tàu cũng được trang bị vũ khí phòng không tiêu chuẩn là hệ thống phòng không hạm tàu tầm trung/xa của Mỹ là RIM-66 Standard. Pháp và Ý do đó đã quyết định sẽ phát triển một hệ thống phòng không tầm trung/xa mới, có phạm vi đánh chặn tương đương nhưng khả năng đánh chặn vượt trội so với hệ thống RIM-66 Standard hoặc Sea Dart của Anh hiện có.
Loại tên lửa phòng không thế hệ mới phải có khả năng đánh chặn tên lửa chống hạm siêu âm thế hệ tiếp theo của tên lửa mới , chẳng hạn như tên lửa chống tàu siêu âm BrahMos do Ấn Độ và Nga cùng phát triển. Điều này dẫn đến hệ thống phòng không mới có đặc điểm là chuyên dụng trong "phòng thủ điểm" tầm ngắn đến tầm trung cho tàu, hoặc "phòng thủ khu vực" tầm trung đến xa của hạm đội .
Vào tháng 5 năm 1989, một Biên bản ghi nhớ đã được ký kết giữa Pháp và Ý về việc phát triển dòng tên lửa đất đối không trong tương lai. Liên doanh Eurosam được thành lập để sản xuất loại tên lửa mới. Đến tháng 7 năm 1995, quá trình phát triển tên lửa Aster đã thành hình và cuộc thử nghiệm tên lửa Aster 30 đầu tiên đã diễn ra. Tên lửa đã đánh chặn thành công mục tiêu ở độ cao 15.000 m (49.000 ft) và ở tốc độ 1.000 km/h (620 mph). Hợp đồng Giai đoạn 2 được ký vào năm 1997 trị giá 1 tỷ USD để tiền sản xuất và phát triển các hệ thống tên lửa dành cho hải quân và lục quân Pháp-Ý.
Trong quá trình phát triển thử nghiệm từ năm 1993 đến năm 1994, tất cả các yếu tố đặc tính kỹ thuật như trình tự bay, độ cao và tầm bay đều đã được kiểm chứng. Trình tự phóng của Aster 30 cũng được kiểm chứng. Vào tháng 5 năm 1996, các cuộc thử nghiệm hệ thống đầu dò radar chủ động của Aster 15 trong pha tiếp cận mục tiêu thực tế đã được bắt đầu. Tất cả sáu lần thử nghiệm đều thành công. Trong năm 1997, Aster đã được thử nghiệm đánh chặn các mục tiêu bay như tên lửa hành trình cận âm Aerospatiale C.22 và tên lửa chống hạm Exocet thế hệ đầu.
Vào tháng 5 năm 2001, Aster được triển khai lần đầu tiên trên tàu sân bay chạy bằng năng lượng hạt nhân Charles de Gaulle của Pháp. Vào tháng 6 năm 2001, Aster đã đánh chặn thành công tên lửa Arabel ở độ cao thấp trong vòng chưa đầy 5 giây. Năm 2001, tên lửa Aster 15 đã đánh chặn một mục tiêu mô phỏng máy bay bay với tốc độ Mach 1 và ở độ cao 100 m (330 ft). Lần thử nghiệm đầu tiên của tên lửa Aster từ tàu Charles de Gaulle diễn ra vào tháng 10 năm 2002.
IVào tháng 11 năm 2003, Eurosam đã được trao hợp đồng sản xuất Giai đoạn 3 trị giá 3 tỷ euro. Bắt đầu sản xuất hàng loạt và xuất khẩu đầy đủ sang Pháp, Ý, Ả Rập Xê Út và Vương quốc Anh. Kết quả là tên lửa đất đối không Aster đã đáp ứng các yêu cầu phòng không của NATO, đáp ứng yêu cầu của các lực lượng lục quân, không quân và hải quân của Pháp, Ý và Vương quốc Anh. Tên lửa được phát triển với việc xoay quanh thân tên lửa đánh chặn và có khả năng thay đổi tầng đẩy khởi tốc khiến nó có tính mô-đun và có thể mở rộng tầm bắn.
Từ năm 2002 đến năm 2005, tàu khu trục thử nghiệm Carabiniere của Ý đã được sử dụng để thử nghiệm bắn đạn thật Aster 15 từ bệ phóng Sylver A43 với hệ thống radar EMPAR và SAAM-it, cũng như thử nghiệm Aster 30 từ bệ phóng Sylver A50 với radar EMPAR và PAAMS (E). Tính đến năm 2012, Pháp đã chi 4,1 tỷ euro theo giá năm 2010 cho 10 bệ phóng SAMP/T, 375 tên lửa Aster 30 và 200 tên lửa Aster 15. Ngoài ra, thêm 80 tên lửa Aster 30 và 40 tên lửa Aster 15 đã được mua để trang bị cho các tàu khu trục lớp Horizon của Pháp theo một chương trình riêng biệt.
Vào tháng 1 năm 2023, Bộ trưởng Bộ Quốc phòng Ý và Pháp đã ký với MBDA một hợp đồng trị giá 2 tỷ USD để mua 700 tên lửa Aster.

## Đặc điểm kỹ thuật
Có hai phiên bản của họ tên lửa Aster, phiên bản tầm ngắn tầm trung Aster 15 và phiên bản tầm xa Aster 30. Thân tên lửa giống hệt nhau. Sự khác biệt giữa hai phiên bản về tầm bắn và tốc độ đánh chặn là do Aster 30 sử dụng tầng đẩy khởi tốc lớn hơn nhiều. Tổng trọng lượng của Aster 15 và Aster 30 lần lượt là 310 kg (680 lb) và 450 kg (990 lb).
Aster 15 dài 4,2 m (13 ft 9 in), soi với Aster 30 dài 5 m (16 ft 5 in). Aster 15 có đường kính 180 mm (7,1 in). Với kích thước lớn hơn của Aster 30, nó sử dụng bệ phóng thẳng đứng với ống phóng dài hơn Sylver A50 hoặc A70. Hệ thống phóng thẳng đứng Mark 41 của Mỹ có thể sử dụng để phóng tên lửa Aster 30.

### Các phiên bản
- Aster 15: Tên lửa phòng không tầm ngắn/trung
- Aster 15 EC : Phiên bản mới của Aster 15 với tầm bắn được tăng gấp đôi (hơn 60 km); đang được phát triển, dự kiến sẽ được giới thiệu vào năm 2030[12]
- Aster 30 Block 0: Phiên bản tên lửa tầm trung-xa, với khả năng cơ động chịu quá tải lên tới 50g.[13]
- Aster 30 Block 1: Phiên bản với khả năng chống tên lửa đạn đạo, có khả năng phòng thủ các tên lửa đạn đạo tầm ngắn có tầm bắn khoảng 600 km (370 mi).[14]
- Aster 30 Block 1NT: NT nghĩa là "New Technology", là phiên bản tên lửa Aster 30 được thiết kế để đánh chặn tên lửa đạn đạo tầm ngắn và tầm trung (1.500 km (930 dặm)).[15]
- Aster 30 Block 2 BMD – Tên lửa chống tên lửa đạn đạo đang được phát triển có khả năng chống tên lửa đạn đạo có tầm bắn tới 3.000 km (1.900 dặm) và đầu đạn có khả năng thay đổi quỹ đạo bay.

## Triển khai

### Tàu chiến

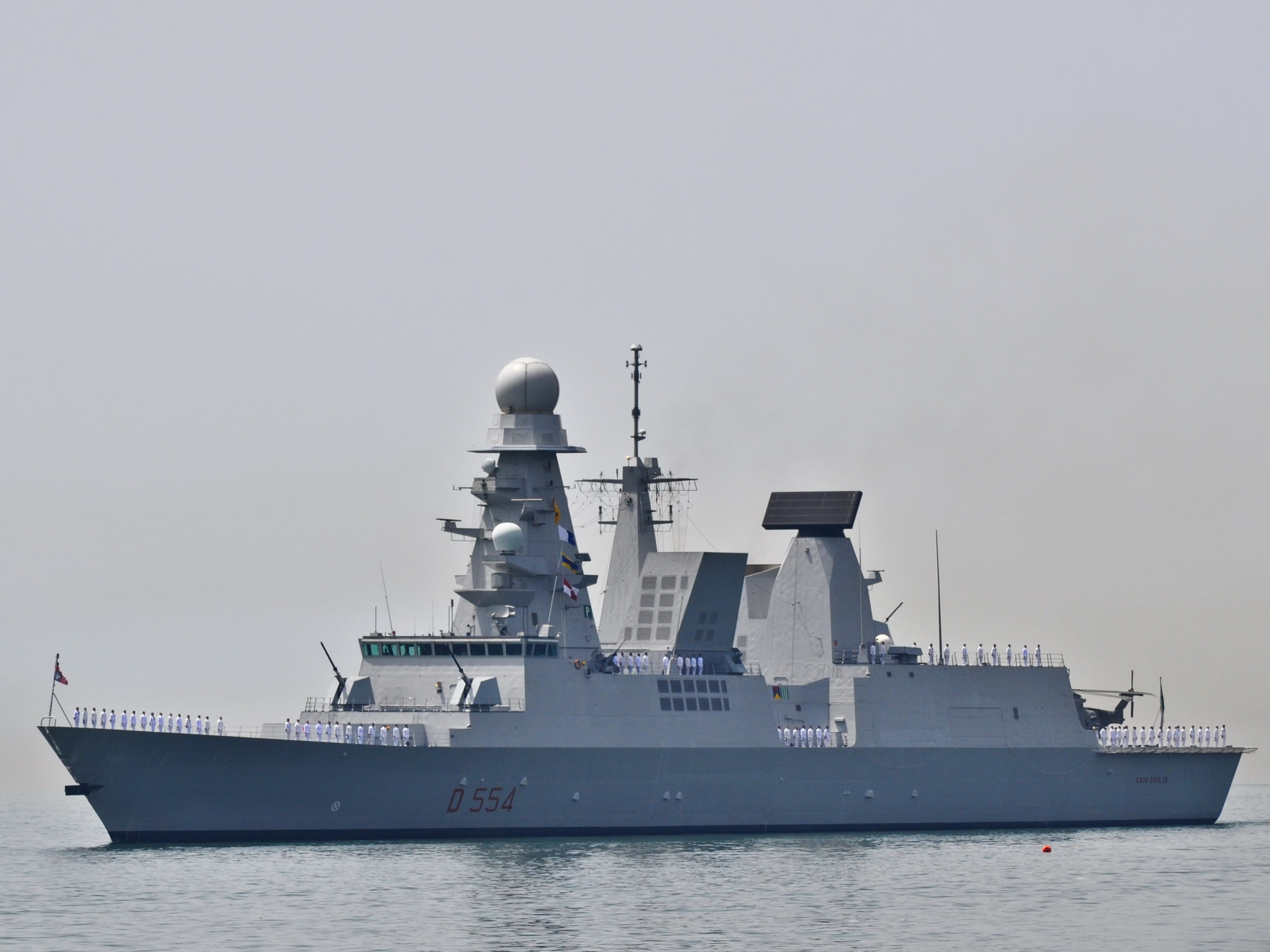
Italian, được trang bị tên lửa Aster 15 và 30

- French aircraft carrier Charles de Gaulle
- Tàu sân bay Cavour của Italia.
- Tàu frigate lớp Horizon
- Type 45 destroyer
- Tàu frigate đa năng FREMM
- Tàu frigate Formidable
- Tàu frgate lớp Al Riyadh
- Tàu lớp Kalaat Béni Abbès
- Frégate de défense et d'intervention
- Tàu tuần tra lớp Thaon di Revel
- Tàu corvette lớp Doha

### Các hệ thống mặt đất

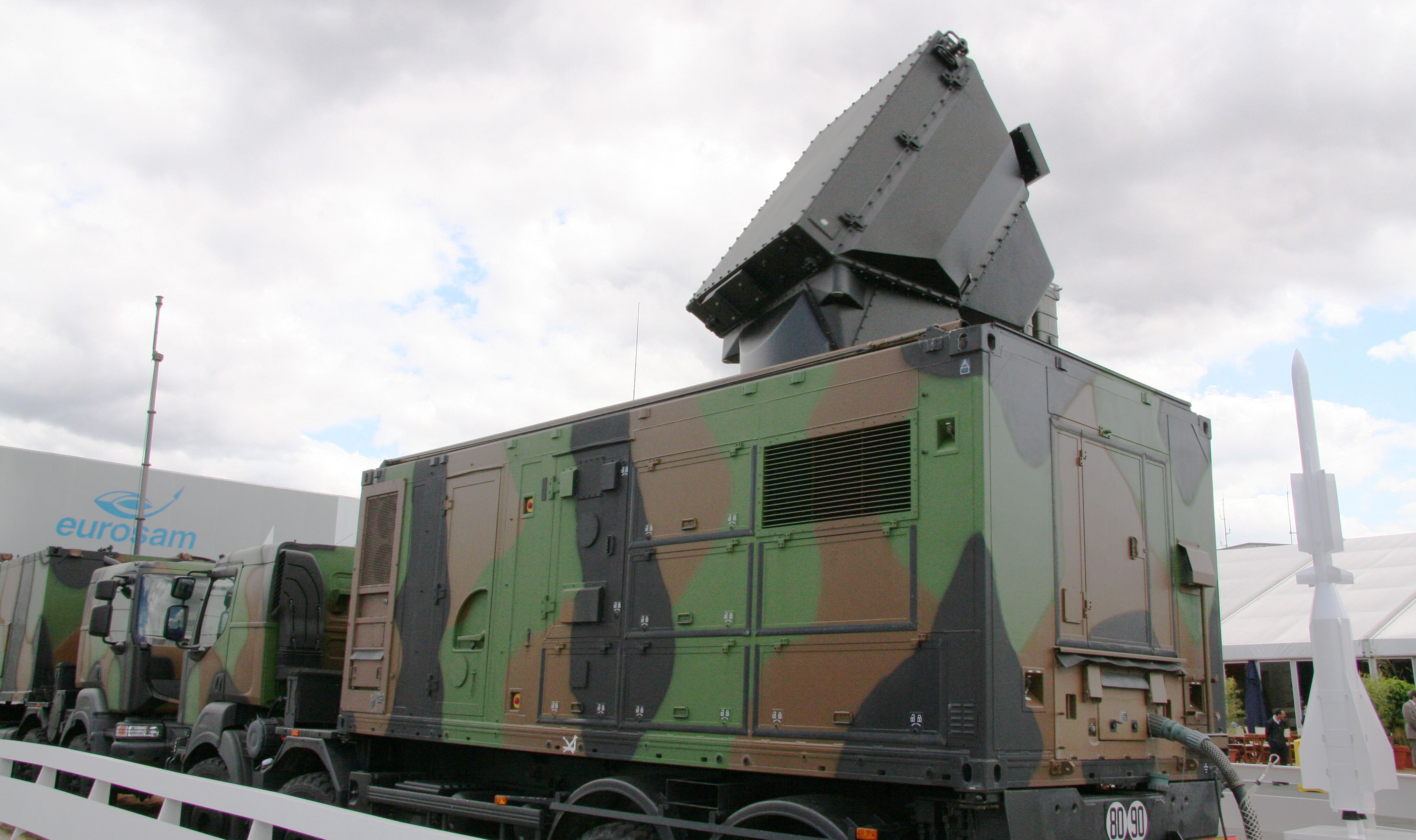
Module radar của hệ thống phòng không mặt đất SAMP/T

Tên lửa Aster 30 được Eurosam tích hợp vào hệ thống phòng không mặt đất có khả năng cơ động Sol-Air Moyenne-Portée/Terrestre, viết tắt là SAMP/T. Hệ thống này sử dụng mạng lưới radar và cảm biến – gồm radar mảng pha 3D – cho phép nó đối phó với nhiều mục tiêu khác nhau như máy bay, tên lửa đạn đạo, tên lửa hành trình, tên lửa chống radar.
Hệ thống phòng không SAMP/T sử dụng phiên bản nâng cấp của radar tầm xa Arabel, giúp tên lửa có khả năng đánh chặn mục tiêu có tốc độ bay và trần bay lớn hơn. Aster 30 Block 1 có khả năng đánh chặn các tên lửa đạn đạo tầm ngắn có tầm bắn 600 km (370 mi).

## Trang bị

Current operators

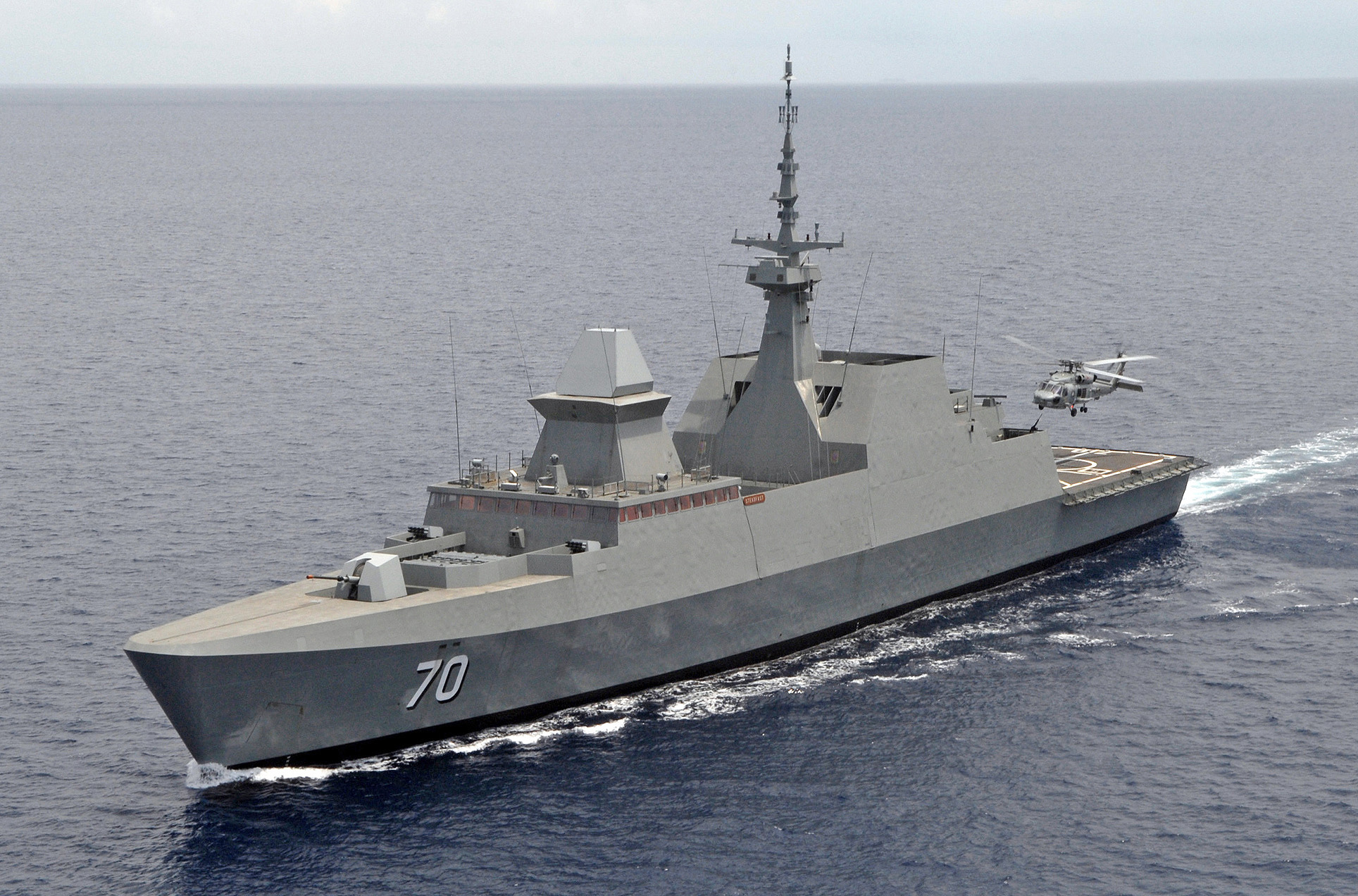
RSS Steadfast, một tàu frigate lớp Formidable của Hải quân Singapore được trang bị Aster 15/30

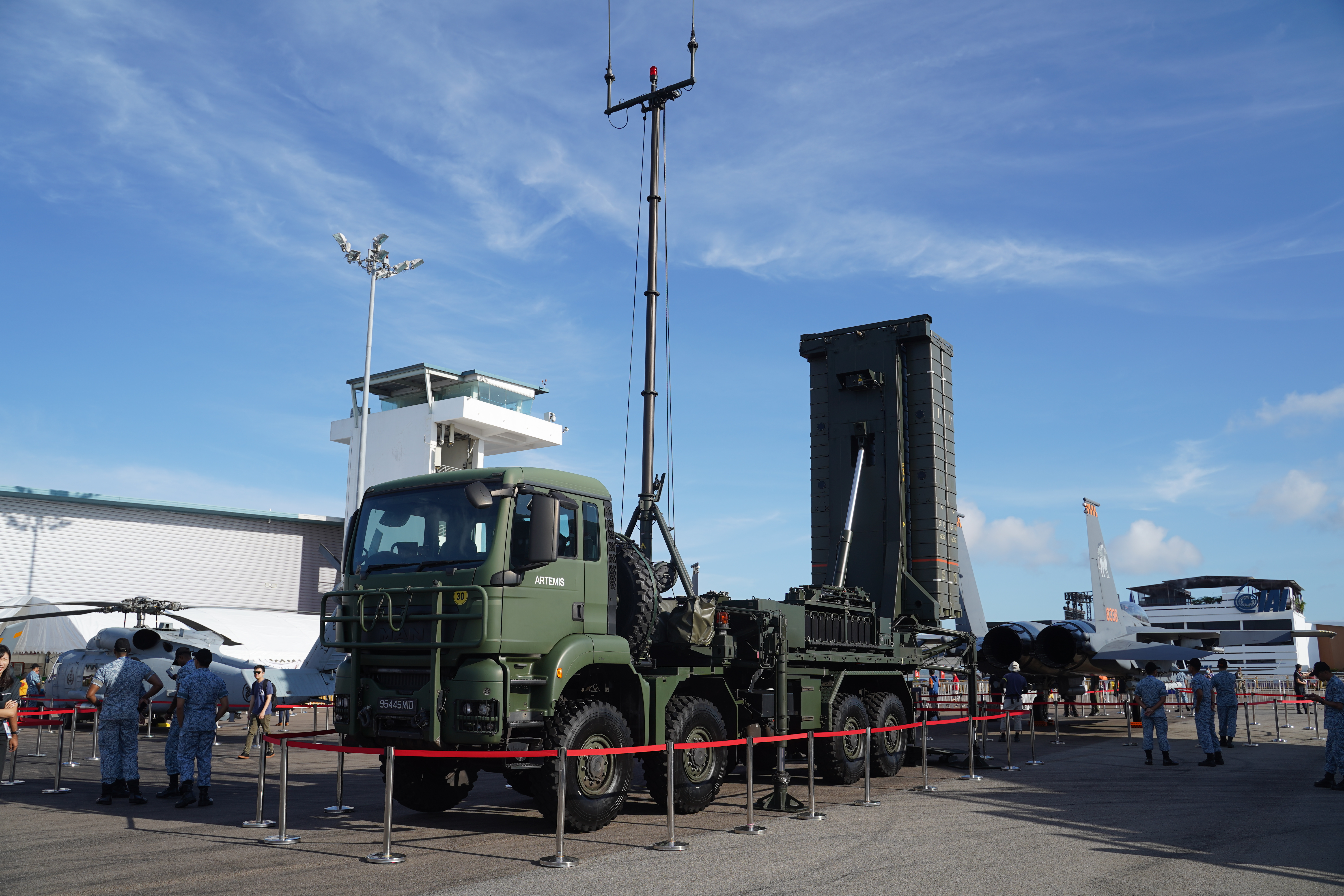
Hệ thống tên lửa MBDA Aster 30 của Không quân Singapore.

### Các nước đang trang bị
Algeria
- Hải quân Algeria – Tàu vận tải lưỡng cư Kalaat Bénii Abbẻs Algerian amphibious transport dock Kalaat Béni Abbès[16]

 Ai Cập
- Hải quân Ai Cập[17]

 France
- French Navy
- French Air and Space Force

 Greece
- Hellenic Navy - Aster 30 trang bị trên tàu frigate FDI HN.

 Italy
- Italian Navy
- Italian Army
- Italian Air Force[18]

 Morocco
- Royal Moroccan Navy

 Qatar
- Qatar Navy[19]

 Saudi Arabia
- Royal Saudi Navy

 Singapore
- Republic of Singapore Navy
- Republic of Singapore Air Force

 Ukraine
Theo các báo cáo vào tháng 5 năm 2023, "Hệ thống tên lửa phòng không Aster đã được chuyển đến Ukraine cùng với số lượng chuyên gia vận hành lên đến 20 người." Italy tuyên bố sẽ gửi hệ thống SAMP/T thứ 2 cho Ukraine.
 United Kingdom
- Royal Navy

### Tiềm năng
Turkey
- Turkish Air Force – Tháng 1 năm 2018, Tổng thống Thổ Nhĩ Kỳ đã ký hợp đồng với Công ty Eurosam để phát triển Hệ thống phòng không và phòng thủ tên lửa tầm xa (Long Range Air and Missile Defense System) (LORAMIDS) trong khoảng thời gian 18 tháng, theo đó Roketsan và Aselsan sẽ tham gia sản xuất chung để cùng phát triển tên lửa.[23] Đã có tuyên bố rằng dự án tên lửa phòng không SAMP/T, đã bị ngừng lại cuối năm 2019 do Thổ Nhĩ Kỳ thực hiện Chiến dịch Mạch nước Hòa bình tại Syria, đã được đưa vào chương trình nghị sự tại Hội nghị thượng đỉnh NATO, và rằng Thổ Nhĩ Kỳ, Pháp và Ý sẽ hồi sinh dự án.[24]

 Croatia
- Croatian Air Force

## Link ngoài
- SAMP/T Aster 30 Mamba Surface-to-air defence missile system (armyrecognition.com)
- Video – HMS Diamond fires Aster 30 missile, 2012
- MBDA Aster 15 & 30 PAAMS
- MBDA Aster 15 SAAM
- Eurosam Aster page
- "Air Defence Weapon System SAMP/T" (PDF). Lưu trữ (PDF) bản gốc ngày 1 tháng 9 năm 2021.
- "SAMP-T". Lưu trữ bản gốc ngày 1 tháng 9 năm 2021.